# Копальня Шахтау
Копальня Шахтау – гірничодобувний майданчик в Башкортостані за кілька кілометрів від Стерлітамаку.
Гора Шахтау становить залишок стародавнього рифу, який унаслідок сотень мільйонів років геологічного розвитку залишився на поверхні у вигляді шихану. Породи Шахтау належать до високоякісних вапняків, що гарно годяться для використання в хімічному виробництві. З огляду на це в 1951-му в Стерлітамаку відкрили завод кальцинованої соди, якому потрібні великі обсяги вапняку для випалу вапна. Невдовзі використання вапняків Шахтау розпочав цементний завод.
Первісно вершина гори досягала відмітки у 336 метрів над рівнем моря (НРМ) та підносилась над довкіллям на 210 метрів, проте за кілька десятиліть розробки гора довжиною 1,3 кілометра та шириною 1 кілометр виявилась повністю зрита. Більше того, станом на початок 2020-х вели вилучення породи до відмітки у 109 метрів НРМ. Поряд протікають річки Селеук та Біла, при цьому остання — на відмітці 122,5 метра НРМ. Як наслідок, до кар'єра відбувається потужний приплив води, який уже в першій половині 2010-х призвів до появи на території копальні озера, що у другій половині того ж десятиліття стрімко збільшилось та наразі зайняло більшу частину кар’єра. Втім, вибірка породи триває з-під води за допомогою розміщених на узбережжі драглайнів.
Станом на першу половину 2020-х річна продуктивність копальні становила 4,5—4,7 млн тонн вапняку, а залишкові запаси мали дати можливість працювати лише до 2027 року. В таких умовах содовий комбінат намагався отримати дозвіл на розробку іншого вапнякового шихану Куштау (яких існує ще три), що стрілось з суттєвим спротивом на природоохоронному підґрунті.
Є відомості, що накопичений видобуток копальні досягнув 200 мільйонів тонн (при цьому не менше залягає у нижніх шарах, доступ до яких ускладнений надходженням води).
Видачу продукції організували за допомогою канатної дороги довжиною 6,5 кілометрів, яка на своєму шляху перетинає річку Біла. Наразі вона має три кільцьові лінії, дві з яких загальною протяжністю 12,5 кілометрів обслуговують содове виробництво.